# Claire Barsacq
Pour les articles homonymes, voir Barsacq.
Claire Barsacq, née le 10 décembre 1980 à Fontainebleau (Seine-et-Marne), est une journaliste et animatrice de télévision française.

## Biographie
Bachelière en 1998, elle intègre une école de marketing et de communication puis sort diplômée de l'École supérieure de journalisme de Paris en 2004.
Elle commence sa carrière professionnelle dans le secteur de la communication et du marketing[réf. nécessaire].
Elle fait ensuite ses débuts à la télévision en animant des magazines jeunesse sur TPS, notamment sur la chaîne jeunesse éducative Eurêka!. 
En 2007, elle rejoint la chaîne NT1 pour présenter les émissions de talk-show On va tout vous dire et Langue de pub. À partir de 2008, elle co-présente avec Thierry Dagiral le magazine Reporters sur la même chaîne, en remplacement de l'émission On va tout vous dire.
En novembre 2008, après avoir réalisé divers reportages pour 100 % Mag d'Estelle Denis, Claire Barsacq rejoint M6 pour remplacer Mélissa Theuriau (alors en congé de maternité) à la présentation du magazine Zone interdite. Rebecca Fitoussi lui succède à la co-présentation avec Thierry Dagiral de Reporters sur NT1.
À partir de septembre 2009, toujours sur M6, elle présente Le 19:45, le journal du soir du lundi au jeudi à 19 h 45. En août 2010, alors qu'elle est en congé maternité, Xavier de Moulins la remplace à la présentation du 19:45. À l'été 2011, elle revient à l'antenne avec un magazine hebdomadaire en deuxième partie de soirée, La vraie histoire, revenant sur la vie de personnalités. De septembre 2011 à janvier 2012, elle remplace à la présentation de l'émission Zone interdite, Mélissa Theuriau (en congé maternité), comme en 2008.
En août 2012, elle quitte M6, ne souhaitant pas renouveler son contrat avec la chaîne.
En 2013, elle arrive sur France 4 pour animer une nouvelle émission consacrée à la consommation adaptée du format belge On n'est pas des pigeons !, renommée On n'est plus des pigeons ! à partir de mars 2014. La diffusion d'On n'est plus des pigeons ! s'arrête en mai 2016 à la suite d'un changement de ligne éditoriale de la chaîne. Depuis 2013 elle est également animatrice du Docu débat sur la chaîne Public Sénat.

### Vie privée
Elle est la mère d'un garçon né en juillet 2010.